# Норденд
Норденд (нем. Nordend) — вершина высотой 4609 метров над уровнем моря в массиве Монте-Роза в Пеннинских Альпах на границе Швейцарии и Италии. Норденд является самым северным четырёхтысячником массива Монте-Роза. Первое восхождение на вершину Норденд было совершено 26 августа 1861 года, Э. Н. Бакстоном, Т. Ф. Бакстоном, Дж. Дж. Коуэллом, Биндером и М.-К. Пайотом.

## Физико-географическая характеристика

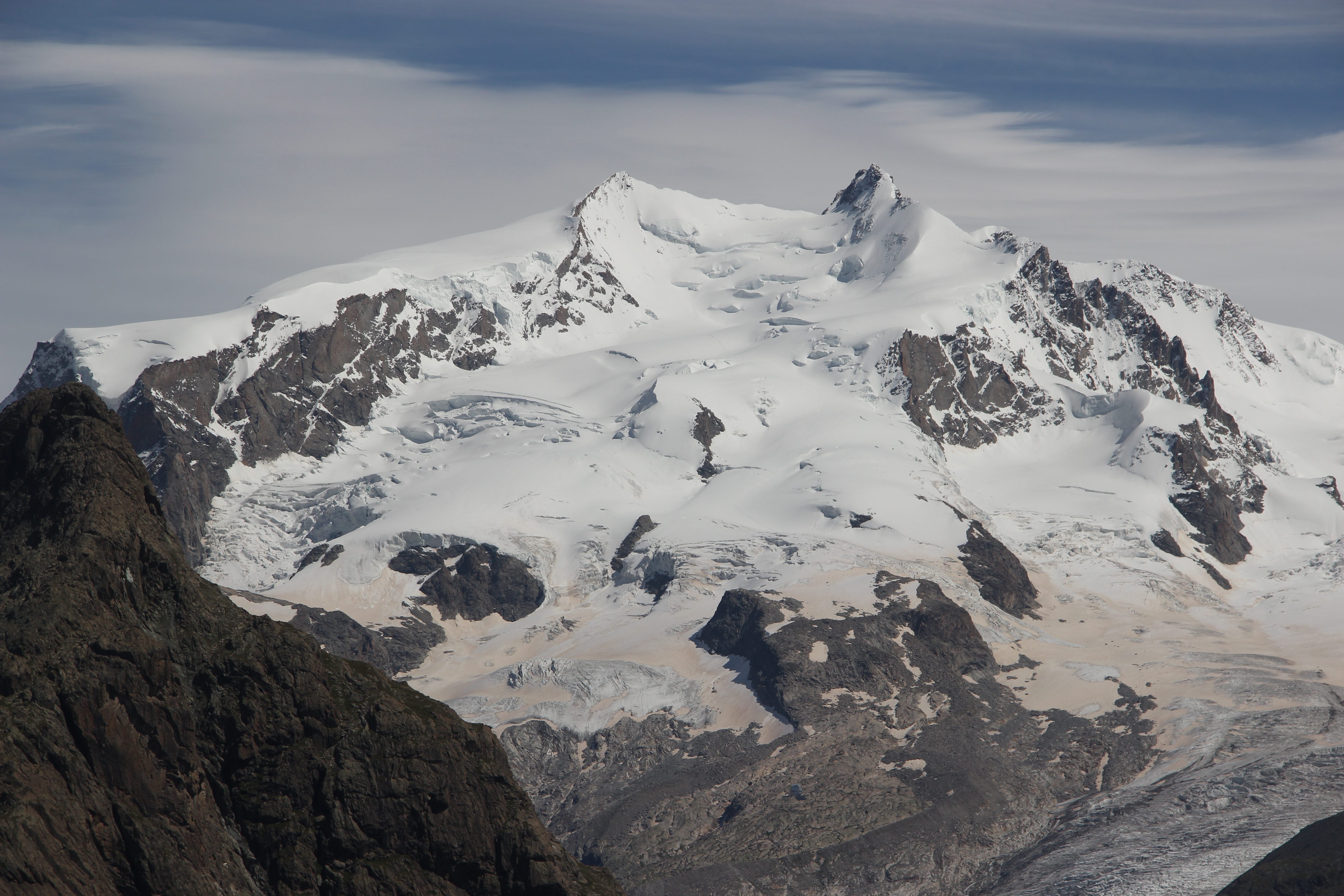
Вид с запада на вершины Норденд (слева) и пик Дюфур (справа)

Вершина Норденд расположена на границе Швейцарии в кантоне Вале, и Италии в регионе Пьемонт. Норденд является второй по высоте вершиной массива Монте-Роза после пика Дюфур в основном списке официального перечня вершин-четырёхтысячников Альп. Среди всех альпийских вершин основного списка она находится на четвёртой позиции по абсолютной высоте. При этом вершины пик Дюнан и Гренцгипфель, также расположенные в массиве Монте-Роза, выше, чем Норденд, но они включены только в расширенный список ввиду небольшой относительной высоты. Вершина Норденд является самой высокой точкой итальянской провинции Вербано-Кузьо-Оссола.
Вершина Норденд является самым северным четырёхтысячником массива Монте-Роза. Этот же факт лежит в основе названия вершины, которое означает дословно на англ. North End, или Северный конец. Она расположена примерно в 600 метрах на север от основной вершины массива пик Дюфур, отделённая от неё перевалом Селла-д’Ардженто (итал. Sella d'Argento), вершиной пик Дюнан и перевалом Зильберзаттель (нем. Silbersattel). Северный гребень уводит к вершине Ягерхорн через перевал Креста-ди-Санта-Катерина (итал. Cresta di Santa Caterina). Западная стена вершины разделяется гребнем, идущем на северо-запад, на две грани (северную и северо-западную), покрытые ледниками. Восточная стена вершины (Макуньяга, итал. Macugnaga) более крутая и скалистая.

## История восхождений
Первое восхождение на вершину Норденд совершила группа из пяти человек в составе альпинистов Эдварда Н. и Т. Ф. Бакстонов, Джона Джереми Коуэлла и гидов Биндера и Мишеля-Климента Пайота 26 августа 1861 года.
Восточная стена Макуньяга впервые была пройдена Фердинандом Имсенгом вместе с братьями Луиджи и Авраамом Брьоски в июле 1876 года. Восхождение по этому маршруту заняло у них 21 час. Маршрут носит название Виа-Брьоски (итал. Via Brioschi) и имеет категорию V по классификации UIAA.
Перевал Креста-ди-Санта-Катерина впервые был пройден на спуске Вальтером Флендером, Генри Бургенером и Фердинандом Фюхрером 5 сентября 1899 года. Восхождение на Норденд через этот перевал впервые осуществил Франц Лохматтер со своим братом Йоханом и английским альпинистом Валентином Райаном в 1906 году. Этот маршрут имеет категорию IV-V по классификации UIAA.
Восхождение по северной стене, технически являющейся самой сложной из всех, впервые совершили трое польских альпинистов (Фурманик, Тарнавски и Тусак) в августе 1969 года. Восхождение по северной стене имеет категорию V+ по классификации UIAA.

## Маршруты восхождений
Классический маршрут восхождения на Норденд имеет категорию III по классификации UIAA (PD по классификации IFAS). Маршрут начинается в общине Церматт, и идёт через хижину Монте-Роза, ледник Горнер и перевал Зильберзаттель по северо-западной стене вершины. Среди других известных маршрутов отмечают восхождение по восточной стене (по маршруту Виа-Брьоски), которое является более сложным (категория V по классификации UIAA, или категория TD- по классификации IFAS), с участками пути, имеющими до 65° крутизны.